# Punta Artica
La Punta Artica (en corse Punta Àrtica en corse, littéralement « la pointe nordique ») est un sommet montagneux situé en Corse, dans le massif du Monte Rotondo. Avec ses 2 327 mètres d'altitude, il est le plus haut sommet d'une chaîne montagneuse, marquant les limites méridionales du Niolo et le séparant du Talcini, au nord du massif du Rotondo, dans l'En-Deçà-des-Monts.

## Géographie

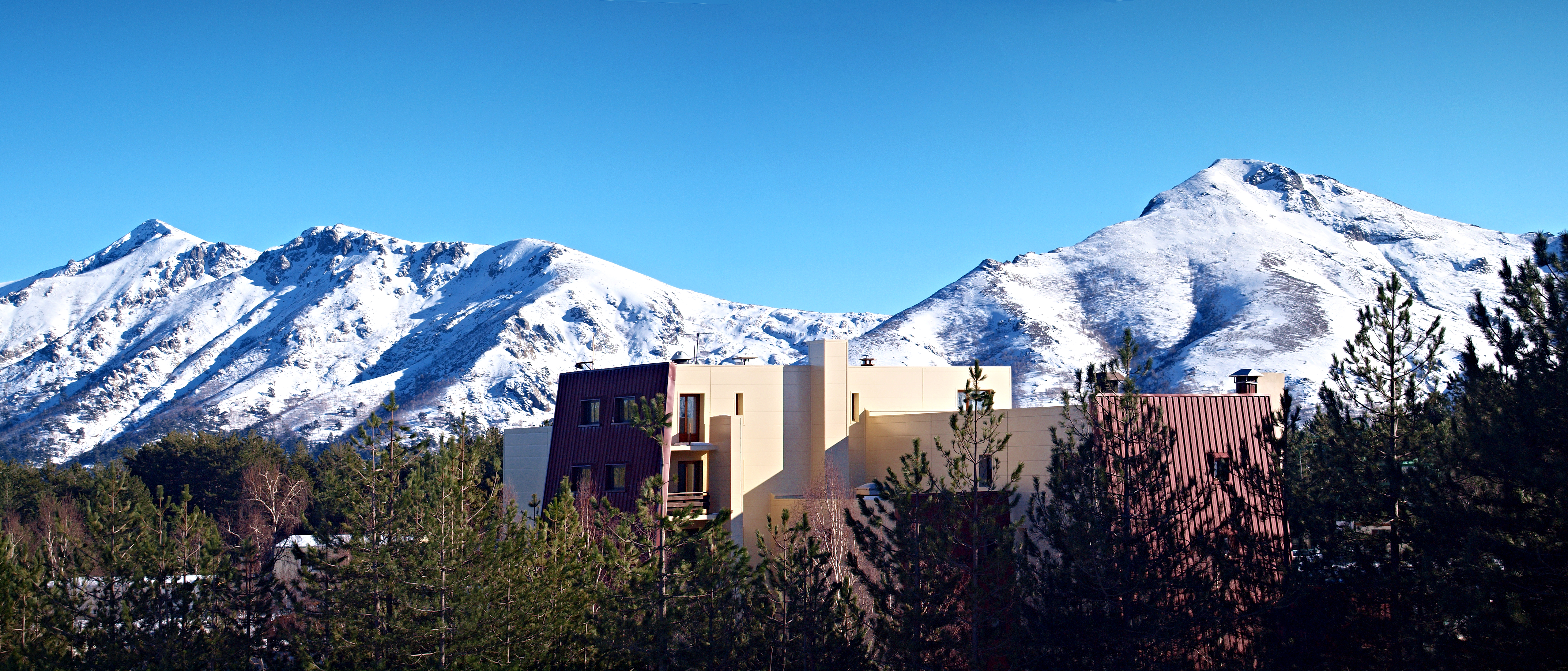
Panorama depuis Vergio (Punta Artica à gauche et Capu a u Tozzu à droite)

Punta Artica est un sommet est « à cheval » sur les communes d'Albertacce sur son versant septentrional, et de Casamaccioli sur son versant méridional.
Il est le point culminant d'une ligne de crête qui ceint au sud, la cuvette du Niolo et comportant d'ouest en est, depuis le col de Vergio (1 478 m), les sommets et cols suivants :
- Capu a Rughia (1 712 m) ;
- Col de Saint Pierre (1 452 m) ;
- U Tritore (1 790 m) ;
- Capu a u Tozzu (2 007 m) Albertacce ;
- Bocca a Stazzona (1 810 m) Casamaccioli ;
- Capu â Curia (2 041 m) ;
- Punta Artica (2 327 m) ;
- Bocca di Frame (2 084 m) ;
- Capu di u Facciatu (2 113 m) ;
- Crête de Piccone ;
- Capu di a Candela (1 802 m) ;
- Bocca Capizzolu (1 602 m) ;
- Bocca a l'Arinella (1 592 m) ;
- Capu di a Borba (1 760 m) ;
- Capu Niolatu (1 713 m) ;
- Punta Finosa (1 855 m) ;
- Pinerole (1 951 m) ;
- Monte Agutu (1 641 m).

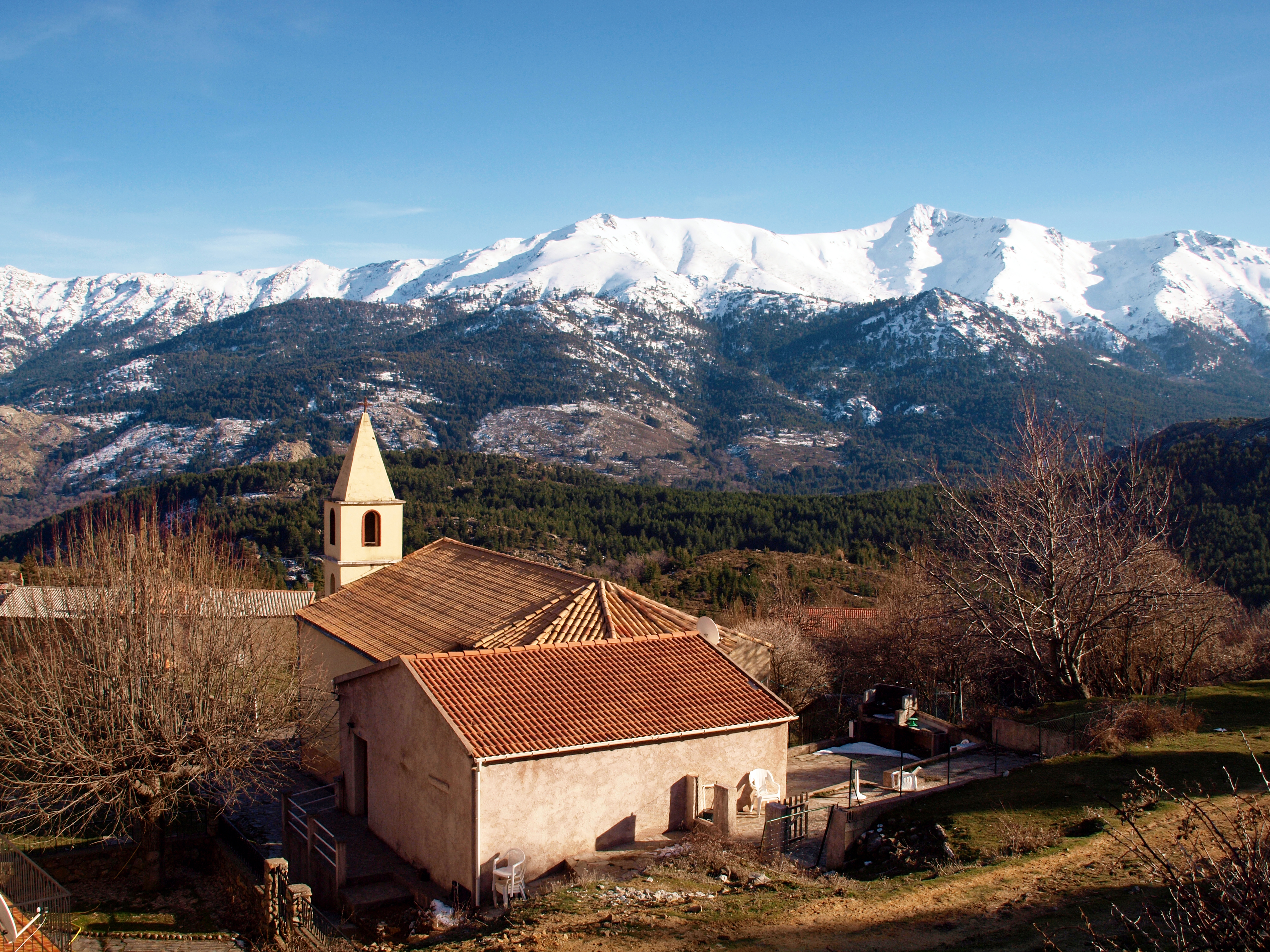
Vue depuis Calasima

Ses flancs septentrionaux sont couverts par la vaste forêt territoriale de Valdu Niellu, composée de hêtres à l'étage supérieur et, en dessous, de pins larici (a large en langue corse).
S'il domine le village de Casamaccioli, Punta Artica fait face à la fois, aux quatre autres villages du Niolo : Albertacce, Calacuccia, Lozzi et, plus en retrait Corscia qui sont tous à l'adret de la vallée du Golo, et aux sommets plus prestigieux que sont Monte Cinto (2 706 m), Paglia Orba (2 525 m), Capu Ciuntrone (2 656 m) ou encore Punta Selolla 2 592 m).
Il est aisément reconnaissable tant parce qu'il culmine la ligne de crête que par son aspect de pic classique.
Ses flancs méridionaux dénudés, sont contournés par le Tavignano proche de sa source, le lac de Nino situé à 3 km « à vol d'oiseau » au S-SO. Ses flancs orientaux sont tournés vers le Campotile, en corse Camputile, la vallée supérieure du Tavignano, couverte par la forêt communale de Corte-Campotile.
De part et d'autre du sommet, se trouvent des bergeries : Arenucciu, Palicchiosa et Capanelle côté Casamaccioli, et Inzecche, Tramizzole et Binadelli côté Corte, à une altitude supérieure à 1 500 m.

## Randonnée
Punta Artica est « approché » par le GR20 dont le tracé, à cet endroit, passe par le lac de Nino et longe le lit du Tavignano (étape 6 de la partie Nord : de Ciottulu di i Mori à Manganu).